# 萬卡爾科塔科柳山
15°42′18″S 68°31′33″W / 15.70500°S 68.52583°W
萬卡爾科塔科柳山（Wankar Quta Qullu），是玻利維亞的山峰，位於該國西部拉巴斯省的拉雷卡哈省，處於維拉維拉尼山東北面，屬於安第斯山脈的一部分，海拔高度約4,900米。